# Бангу (футбольний клуб)

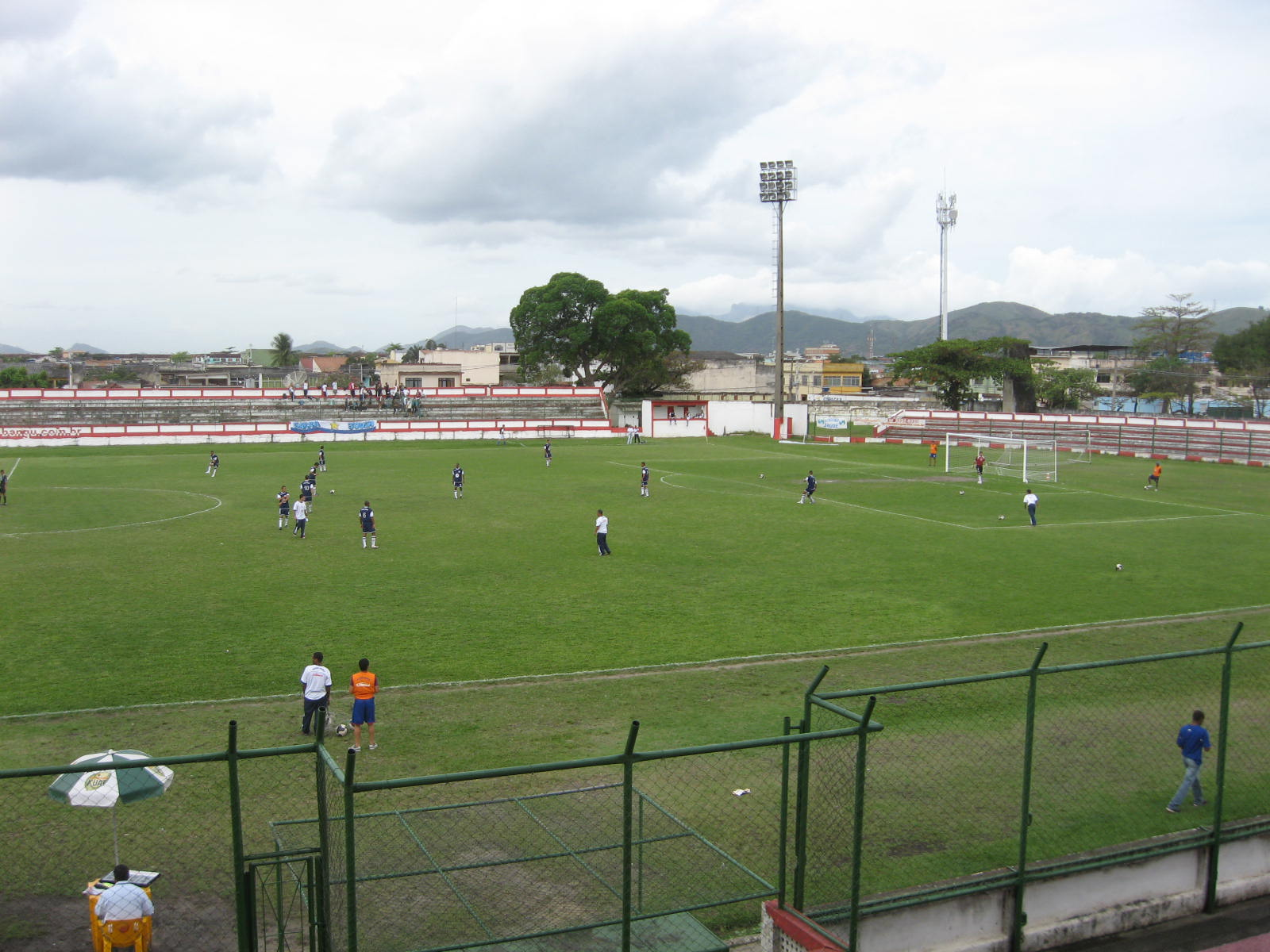
Пролетаріо Гільєрме да Сильвейра Филью

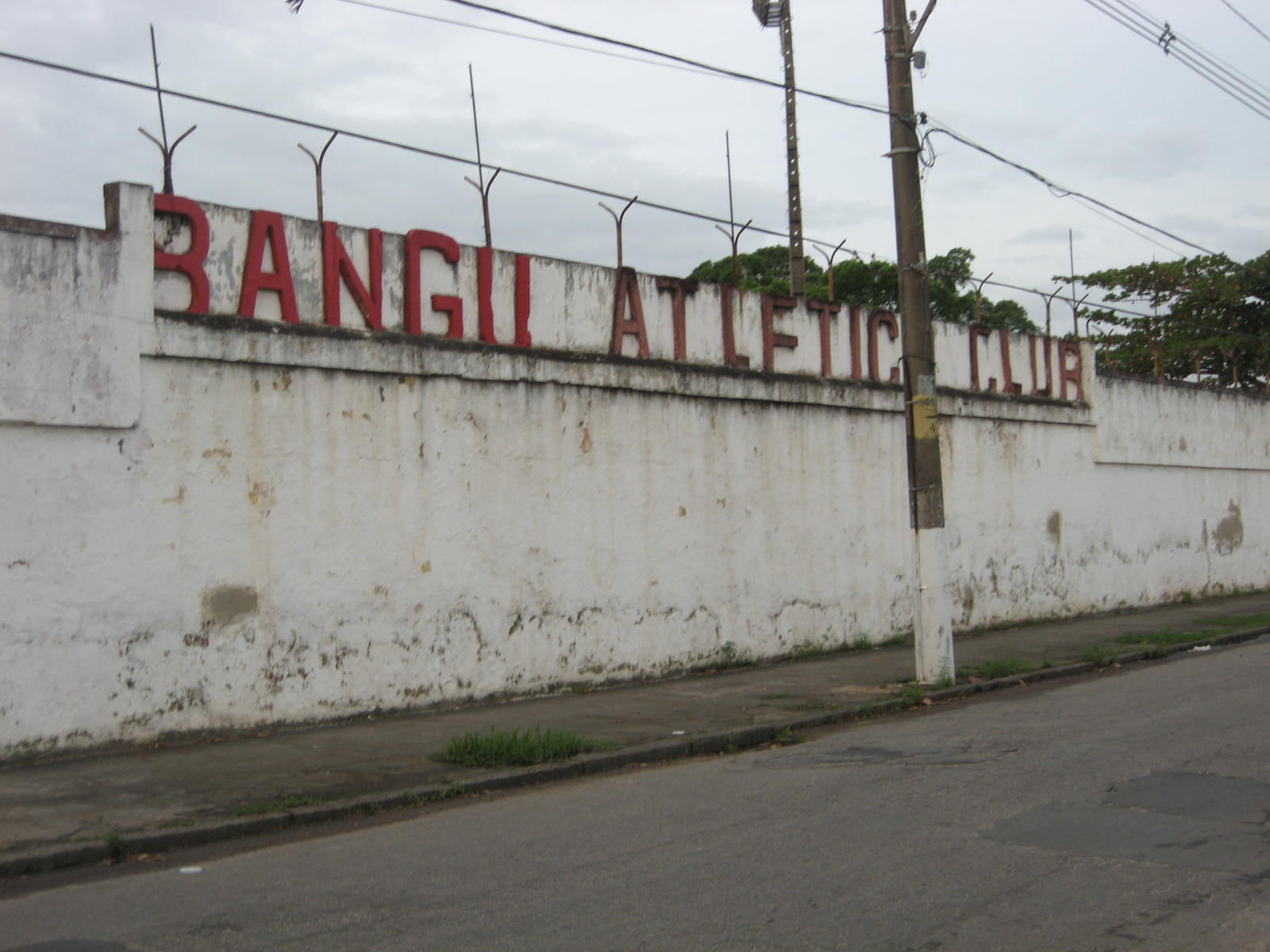
Екстер'єр стадіону

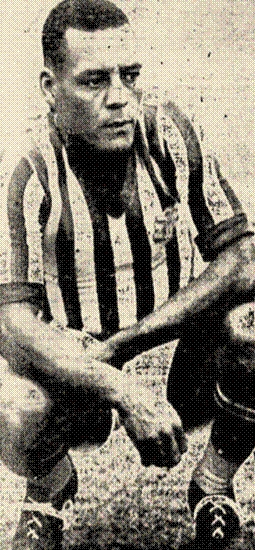
Ладіслау да Гія - найкращий бомбардир клубу з 215 голами в 256 іграх

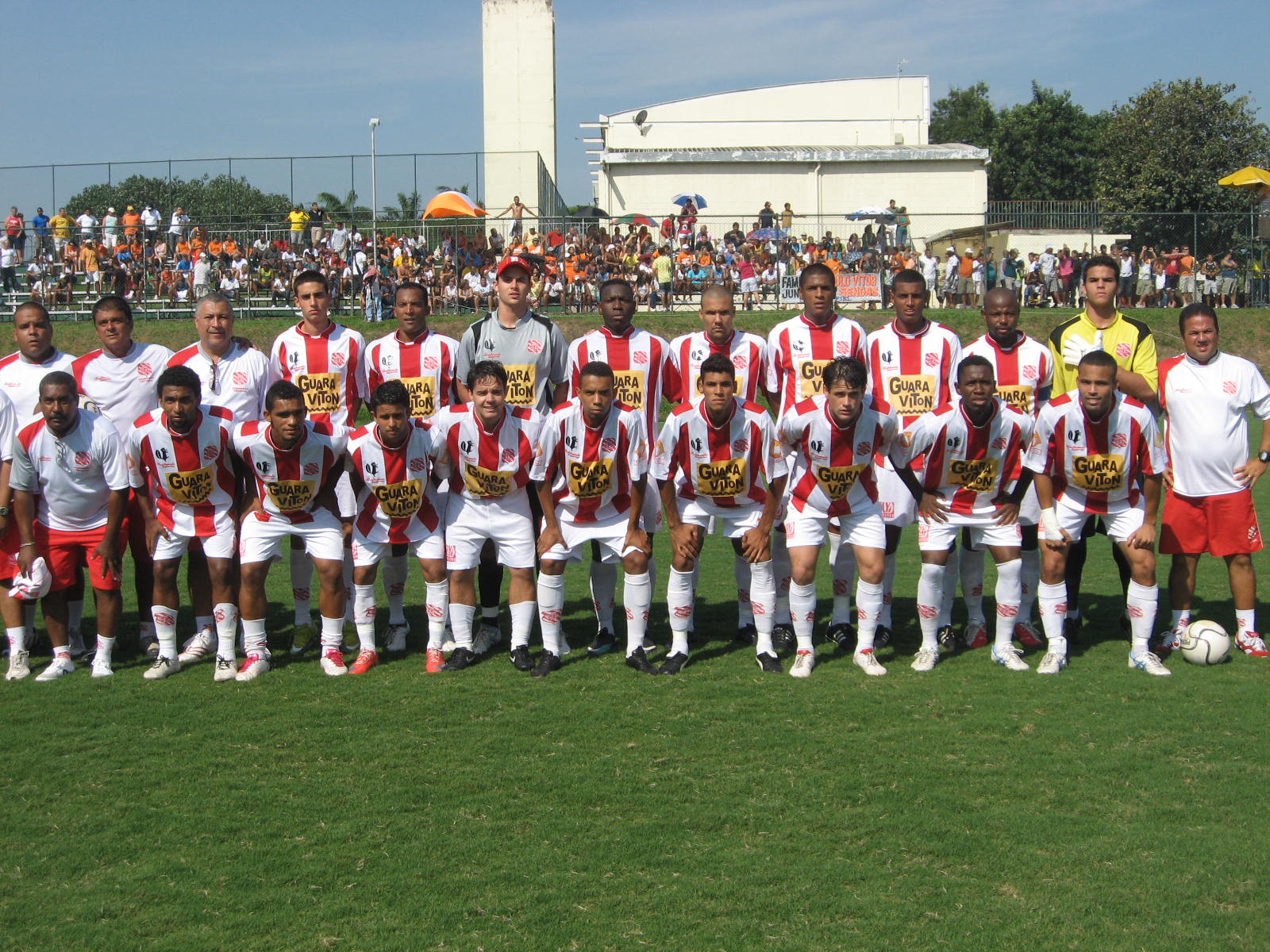
Командна фотографія сезону 2010 року

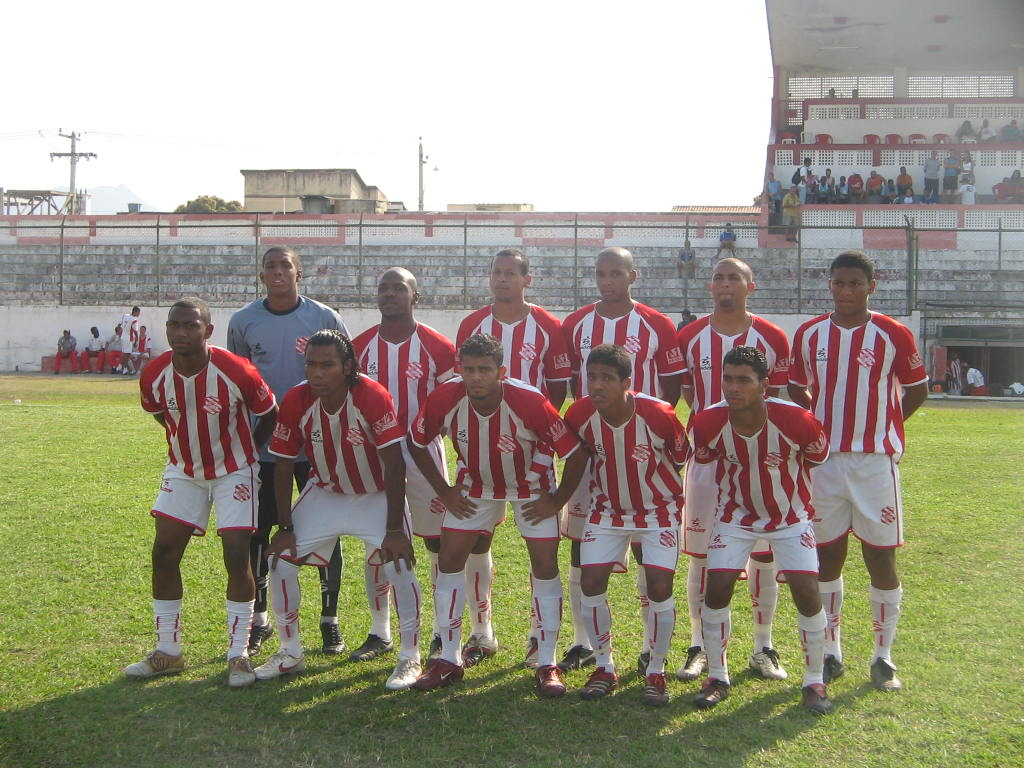
Командна фотографія сезону 2007 року

«Бангу Атлетіко Клуб» (порт. Bangu Atlético Clube), або «Бангу», як його зазвичай називають — бразильський футбольний клуб з району Бангу, міста Ріо-де-Жанейро в штаті Ріо-де-Жанейро, заснований 17 квітня 1904 року. Грає в Серії А. В 1985 році посів рекордне друге місце.
Домашній стадіон клубу - «Пролетаріо Гільєрме да Сільвейра Філью», також відомий як «Естадіо Мока Боніта», вміщує 15 тисяч глядачів.

## Історія
Клуб бере свій початок з Фабрики Бангу, розташованій у районі Бангу, Ріо-де-Жанейро. Деякі британці, які працювали на заводі, особливо Томас Донохо, показали футбол фабричним робітникам, привізши футбольні м'ячі у місце і організувавши перший футбольний матч у Бразилії. У грудні 1903 року Ендрю Проктер запропонував заснувати клуб, коли він зрозумів, наскільки зацікавлені його колеги футболом. Клуб був заснований 17 квітня 1904 року. «Бангу» став першим футбольним клубом в Бразилії, де були представлені чорні та мулати.
У 1933 році «Бангу» виграв свій перший чемпіонат штату Ріо-де-Жанейро.
У 1966 році «Бангу» виграв свій другий чемпіонат штату Ріо-де-Жанейро у грі, що проходила на найбільшому стадіоні в світі, заповненому більш ніж на 120 000 шанувальників, «Маракана», над потужним «Фламенго» (3-0).
У 1985 році «Бангу» посів другу позицію Серії A, отримавши право змагатися в наступному році в Кубку Лібертадорес.
У 2004 році «Бангу» вилетів до другого дивізіону Ліги Каріока, повернувшись до еліти у 2009 році, після перемоги у Серії B 2008 року.

## Досягнення

### Міжнародні
- Міжнародна футбольна ліга:
  - Переможець (1): 1960
- Кубок Кореї:
  - Переможець (1): 1984
- Кубок BTV: (В'єтнам)
  - Переможець (1): 2015

### Національні
- Серія А:
  - Друге місце (1): 1985
- Ліга Каріока:
  - Переможець (2): 1933, 1966
  - Друге місце (6): 1951, 1959, 1964, 1965, 1967, 1985
- Ліга Каріока Серія B:
  - Переможець (3): 1911, 1914, 2008
  - Друге місце (1): 2005

## Відомі тренери
- Адемар Пімента, 1935–1936, тренер збірної Бразилії 1938 року
- Айморе Морейра, 1949–1950, тренер збірної Бразилії 1962 року
- Флавіо Коста, 1970, тренер збірної Бразилії ЧС-1950 року
- Зізінью, 1980
- Пауло Сезар Карпеджані, 1986, переможець Клубного чемпіонату світу з Фламенго
- Маріо Загалло, 1988, Переможець ЧС-1970 року як тренер

## Найкращі бомбардири
1. Ладіслау да Гія – 215 голів
2. Моасір Буено – 162 гола
3. Нівіо – 130 голів
4. Менезес – 119 голів
5. Зізінью – 115 голів
6. Пауло Боржес – 105 голів
7. Артурзінью – 93 гола
8. Марінью – 83 гола
9. Луїс Карлос – 81 гол
10. Десіо Естевес і Луїзао – 71 гол

## Більше всіх матчів зіграли
1. Убірахара Мотта – 280 матчів
2. Ладіслау да Гія – 256 матчів
3. Зозімо – 256 матчів
4. Сержао – 249 матчів
5. Нілтон дос Сантос – 232 матчів
6. Моасір Буено – 231 матч
7. Десіо Естевес – 221 матч
8. Жилмар – 221 матч
9. Луїзао – 220 матчів
10. Луїс Антоніо да Гія – 216 матчів

## References
1. ↑  Rio de Janeiro State - List of Champions. Архів оригіналу за 21 березня 2008. Процитовано 15 травня 2019. [Архівовано 2008-03-21 у Wayback Machine.]
2. ↑  Teams chosen by record on CBF's historical ranking (20 berths). Архів оригіналу за 4 грудня 2007. Процитовано 15 травня 2019. [Архівовано 2007-12-04 у Wayback Machine.]
3. ↑  Rio de Janeiro State League 2004. Архів оригіналу за 22 лютого 2008. Процитовано 15 травня 2019. [Архівовано 2008-02-22 у Wayback Machine.]
4. ↑  Bangu está de volta à elite do futebol do Rio de Janeiro. uol.com.br. Архів оригіналу за 15 травня 2019. Процитовано 15 травня 2019.